# 이심원
이심원(李深源, 1454년 ~ 1504년)은 조선 중기의 왕족, 문신이자 성리학자이다. 자는 백연(伯淵),호는 성광(醒狂), 默齋(묵재), 太平眞逸(태평진일)이다. 연산군 때 동생과 함께 화를 당한 대유학자이다. 효령대군 보의 증손으로 보성군 갑의 손자로서 평성도정 위(사후 평성군에 추증)의 장남이다. 김종직의 문하에서 수학하다가 그의 제자인 김굉필의 문하에서도 수학하였다. 정암 조광조와는 동문수학한 선배였다. 성종 때부터 훈구파의 퇴진과 사림파의 등용과 양심적인 지역 은거 인사들의 등용을 주장하였으며, 고모부 임사홍의 비행과 비리를 성종에게 고했다가 할아버지 보성군으로부터 고소당하였으나, 성종이 그의 충심을 이해하고 반려하였다.
사림파에 대한 지지 선언으로 인사들의 단종 정순왕후 복권 여론을 이끌어냈다. 그 뒤 갑자사화에 연루되어 두 아들과 함께 사형당했다.
1519년(중종 14년) 조광조 · 정광필 등의 상소로 죄를 면하고, 주계군으로 증직되었다. 이후 홍록대부로 추증되어 그의 충절을 기리는 정려문이 세워졌다. 그의 행적은 『명신록』, 『삼강행실』, 『국고보감』등의 책에 기록하여 학문과 충절을 돋보이도록 하였다.

## 생애

### 성리학 수학
이심원은 1454년(단종 2)에 태어났다. 태종의 둘째 아들인 효령대군의 증손으로, 보성군 이갑의 손자이며, 평성군 이위의 장남이다. 어머니는 인천 채씨(仁川蔡氏)로 군수 채신보 (蔡申保)의 딸이다. 같은 점필재 김종직 문하의 동문인 채수(蔡壽)는 그의 외삼촌이다. 7세 때인 세조 6년(1460)에 어린 나이에도 불구하고 학문에 입문하여 13세이던 세조 12년(1466)에 이미 학문의 깊이가 있었으며, 총민(聰敏)하고 박학(博學)하며 경전(經傳)을 연구하는 마음이 조금도 해이한 때가 없으므로 이때 종실(宗室)의 영재(英材)라고 칭찬하였었다. 18세이던 1469년(예종 1)에 선생의 문장은 바르고 높은 경지에 올라 종친중에 으뜸이었다. 18세 때인 1469년, 왕족의 신분이었으나 김종직의 문하생이 되었다. 이심원은 한원당 김굉필과 점필재 김종직의 문하생으로 교유하였다. 그박의 최부, 정여창, 김일손, 남효온 등과 동문수학하였으며, 김공량, 윤탁, 이자, 송세충등이 제자이다.
24세인 1477년(성종 8)에 유가의 의관 문제 및 축수제 혁파에 대해 상서하였으며, 다음해에는 국가의 정황에 대해 상소하면서 (덕을 쌓기보다는 재리에 밝은 탐욕스러운) 세조조의 공신을 등용하지 말것을 주창하였다. 이때 홍문관과 예문관 관원들이 유자광과 임원준, 임사홍 부자를 탄핵했다가 도리어 이들이 하옥되자, 이심원은 어전에서 이들의 죄상을 자세히 폭로하고, 성종은 이들을 대질기켜 죄상이 사실로 밝혀지자, 이들을 유배 조치하고 관원들을 풀어주고 원상복귀했다. 이 사건으로 이심원은 세조조의 훈실들, 즉 훈구파의 공격과 견제를 받게 되었다. 다섯 차례에 걸쳐 어전청대와 상소로 제도 개혁을 상소는 물론 고모부인 임사홍 부자의 탐욕과 간사함은 무론 이들이 간악한 소인임을 간하여 이들이 처벌받게 되자, 조부 보성군 이갑은 사위를 탄핵한 손자 심원을 크게 꾸짖었는데, 사홍의 간사함을 자세히 조부께 설명하는 자리에서 불손했다 하여 불효죄로 몰아 결국 장단부에 부처되었다. 성종은 곧 심원을 대궐로 불러 서용하려 하였으나, 훈구파의 반대로 번번히 무산되자, 성종 16년에 명선대부 주계부정으로 관작을 제수받고, 성종 18년 종친과에 장원하고 정의대부에 올랐다. 성종 19년 성종은 그의 능력을 아까워하며 서용하려 하자 불효죄를 들어 서용을 극력 반대하였는데 그들은 훈구파였다.
성리학에 조예가 깊은 종친이었던 그는 혹여 왕실의 교육기관인 종학(宗學)에 봉직할 때 정읍 사람 정극인에게 감화를 받는다. 그는 "태인의 정극인, 함양의 정여창(鄭汝昌), 은진의 강응정(姜應貞)은 성현의 동아리다." 그러면서 훈구공신의 퇴진을 주장하였다. 그 뒤 자극을 받아 사림파 인사들의 단종 사건 관련자들의 복권 여론이 나타났다. 이레 후, 성균관 유생 남효온은 '보통사람' 현덕왕후의 복위를 들고 나왔다.
주계부정으로 있을 때 당시 고모부인 임사홍이 성종의 총애를 받았으나 그가 간사한 인물임을 알고 친고모부임에도 성종에게 독대를 청하여 임사홍의 술수와 비행을 고발하였다. 이를 알고 분개한 할아버지 보성군 갑은 그를 폐고시켜야 된다며 분해하였고, 임사홍과 짜고 손자를 공격했다. 그러다가 아들 평성도정 위를 시켜 그가 불효하다는 이유로 탄핵을 하였으나 성종이 그의 충심을 알고 듣지 않았다.

### 사사
연산군 때 김종직의 문인들이 화를 당할 때 그의 고모부 임사홍은 연산군의 최측근이었으나 그는 김종직의 제자이자 김굉필에게서도 수학하였으므로 두 아들과 함께 화를 당하였다.
학자였던 그 역시 부귀영화를 버리고 강호에서 시문으로 소일하며 후진 양성에 전념하였다. 그의 문하에서는 김공망 등이 배출되었다. 중종 반정 이후 복권되고, 흥록대부 주계군에 추봉되었다. 그의 집이 있던 충청남도 공주군 계룡(현 계룡시)에 충신 정려가 세워졌다.
1509년 조광조 등이 정몽주와 김굉필의 문묘 종사를 건의하였다. 이때 이심원을 함께 거론하자 정광필이 반대했는데 임금도 이에 동의했다.

### 복권과 문묘 종사 여론
1509년 8월 조광조의 주도로 복권되었다. 그해 8월 조광조는 그를 문묘에 배향할 것을 추가로 요청했으나 거절당했다. 조광조가 이심원을 거론하자 정광필이 반대했는데 임금도 이에 동의했다. 참찬관 김정(金淨)이 대학연의를 강의하다가 김굉필의 문묘 종사를 건의했다.
주강(晝講)에 조광조가 아뢰기를, “주계부정(朱溪副正) 심원(深源)은 겨우 스물 남짓한 나이에 성종이 임사홍의 간사함에 빠져서 그를 살피지 못한 것을 보았습니다. 사홍이 고모부이기 때문에 한 집에 같이 거처하면서 그의 간사한 술책을 다 알았으므로 매우 통분하게 여기고, 성종이 편치 못하실 때 면대하기를 간절히 청하니 명을 전하기를,‘종사에 관계되는 일이 아니면 서둘러 면대할 필요가 없다.’ 한즉 또 아뢰기를, ‘이것은 종사에 매우 관계되는 일입니다.’ 하니, 즉시 면대를 허락하였습니다. 임사홍의 간사한 형상을 남김없이 진술하기를, ‘이 사람은 훗날에 나라와 집안을 망칠 사람이니 조정에 용납해 두어서는 안됩니다.’ 하고 눈물을 흘렸습니다. 나라 위하는 그의 마음은 한결같이 지극한 정성에서 나왔으므로 친척 관계를 헤아리지 않고 아뢴 것입니다. 그런데도 그 후에 성종은 임사홍을 멀리 물리치지 못하고 혼인까지 하여 기미를 막지 못했으니, 만약 천명과 인심이 돌아올 때(중종 반정)가 없었다면 나라가 거의 멸망했을 것입니다. 20세에 식견이 높고 밝아 온 나라 사람이 임사홍의 간사함을 알지 못했는데도, 홀로 이를 알아서 일신의 사사로움을 돌아보지 않고 나라를 위해 분발하여 충성스러운 말을 임금 앞에서 당당히 아뢰었으니 이로써 그 사람의 절개와 의리를 단연코 알 수 있습니다. 보성군(寶城君)은 사위인 임사홍의 편이 되어 심원(深源)의 아버지(보성군의 아들)를 시켜 심원이 불효하다고 아뢰게 하였으나 성종은 그를 죄주지 아니하고, 그의 충효와 학술이 지극한 것을 사랑하여 장차 대사성에 임명하여 쓰려고 하였습니다. 지난번에 찬집청(撰集廳)에서 충신도(忠臣圖)에 그를 올리려고 그의 얼굴을 모형하고 글을 짓기까지 하였는데, 낭관 김안로(金安老)가 이를 저지시켰으니 김안로는 곧 채수(蔡壽)의 사위입니다. 심원은 채수의 척질(戚姪)이었으나 채수가 경박한 사람이니 심원같이 기상이 활달한 사람이 어찌 채수와 사귀겠습니까. 채수는 이 때문에 감정을 가지고 말을 만들어, ‘심원이 그 어머니에게 조석으로 문안하지 않았으니 어찌 충신 효자가 되리오.’ 하였습니다. 지금 입시한 여러 신하들도 누가 이 사람이 대인군자(大人君子)임을 알지 못하겠습니까. 그러함에도 한 낭관의 말 때문에, 충성스럽고 의로운 이름을 지워버려 세상에 전하지 못하게 하였으니 어찌 마음 아픈 일이 아니겠습니까.” 하였다.
영사(領事) 정광필(鄭光弼)도 아뢰기를, “심원의 일은 신처럼 자세히 아는 이가 없습니다. 성종실록(成宗實錄)을 편찬할 때에 신이 마침 심원의 사적을 맡아서 편찬했습니다. 임사홍은 심원의 고모부인데도 심원은 분연히 자기의 몸을 돌보지 않고 임금에게 두 번이나 면대를 청하여 임사홍의 간사함을 힘써 진술하니, 성종께서 임사홍의 간사함을 확실히 알게 된 것은 심원을 통해서였습니다. 그의 말이 증험은 되었으나 이 때문에 자신도 살해당하였으니 이를 말하려니 목이 메입니다.” 하였다.
대사헌 최숙(崔淑)도 아뢰기를, “주계는 절의가 지극히 장합니다. 국가에서 마땅히 강상(綱常)을 세우고 절의를 숭상해야 하니 그렇다면 이같이 식견이 밝고 투철하며 나라를 위하여 사정을 돌보지 않는 사람은 후세에 전해야 될 것입니다.” 하니, 임금은 “심원의 일은 무슨 까닭으로 기록되지 않았는지 알 수 없다. 표창하고 증직할 것을 대신들에게 의논하게 하라.” 하니 드디어 증직하고 정문을 세워 표창하였다.

### 사후
묘소는 경기도 장단군 포춘리 선영하에 있다. 그의 아버지 평성군 이위의 묘소는 경기도 장단군 동면 정수리(井水里) 강대위(康大衛) 마을 동불당곡 임좌(東佛堂谷壬坐)에 있다.
주계군의 저서는 그의 문인이자 역시 왕족인 명양부정(鳴陽副正) 이현손(李賢孫)이 환란 중에 산실된 것을 수습하여 소장하였으며 임종시에 그 부인에게 전하였고, 그 부인은 외손 추파 송기수(秋坡 宋麒壽)에게 전하였다. 송기수는 송시열의 증조부이며 이심원의 사위 송세충의 종증손이다.
송시열의 고조부 송세량의 형 세충(世忠)이 효령대군의 증손인 주계군 이심원의 딸과 혼인했다.

## 저서
- 성광유고(醒狂遺稿)

## 평가
천성이 엄명하고 강직하였다.

## 학맥
그는 정몽주-김종직 학파의 사람으로 점필재 김종직의 제자로, 김종직의 문하에서 수학하다가 김종직 사후에는 그의 문인인 김굉필의 문하에서도 수학하였다.
백이정, 안향→이제현→이색→정도전

　　　　　　　　　　　　　→이숭인

　　　　　　　　　　　　　→정몽주→권근

　　　　　　　　　　　　　　　　　　→권우→세종대왕

　　　　　　　　　　　　　　　　　　　　　→정인지

　　　　　　　　　　　　　　　　　　→길재→김숙자→김종직→정여창

　　　　　　　　　　　　　　　　　　　　　　　　　　　　　→김굉필→조광조

　　　　　　　　　　　　　　　　　　　　　　　　　　　　　　　　　→김안국

　　　　　　　　　　　　　　　　　　　　　　　　　　　　　　　　　→김정국

　　　　　　　　　　　　　　　　　　　　　　　　　　　　　→주계부정 이심원

　　　　　　　　　　　　　　　　　　　　　　　　　　　　　→손중돈→이언적

　　　　　　　　　　　　　　　　　　　　　　　　　　　　　→김일손

　　　　　　　　　　　　　　　　　　　　　　　　　　　　　→김전

　　　　　　　　　　　　　　　　　　　　　　　　　　　　　→남곤

## 같이 보기
| - 갑자사화 - 무오사화 - 김종직 - 김굉필 - 권오복 - 김전 - 남곤 - 김일손 - 이목 - 정견 | - 효령대군 - 보성군 - 전성군 - 이량 - 임희재 - 임광재 - 임숭재 |

## 기타
그와 함께 사화에 연루되어 죽은 임희재는 임사홍의 아들로 그의 고종사촌 동생이었고, 역시 김종직의 문하생으로 사림파로 활동하며 연산군을 비판하다가 유배당한 지정 남곤은 고모부 임사홍의 외사촌 동생으로 그와 사돈간이었다.
송시열의 고조부 송세량의 형 세충(世忠)이 효령대군의 증손인 주계군 이심원의 딸과 혼인했다.

## 참고 문헌
- 《정암집(靜菴集)》
- 대동야승